# Resolution 800 des UN-Sicherheitsrates
Mit der Resolution 800 des UN-Sicherheitsrates beschloss der UN-Sicherheitsrat in seiner Sitzung am 8. Januar 1993, die Slowakei in die Vereinten Nationen aufzunehmen. Diese Resolution stellte eine Empfehlung an die Generalversammlung der Vereinten Nationen dar.
Vorausgegangen war die Spaltung der Tschechoslowakei in Tschechien und die Slowakei nach dem Fall des kommunistischen Regimes. Diese Teilung wurde zum 1. Januar 1993 wirksam.
Die Empfehlung zur Aufnahme Tschechiens in die Vereinten Nationen wurde durch den Sicherheitsrat in derselben Sitzung durch die Resolution 801 beschlossen.